# Gregorio Marañón (metropolitana di Madrid)
Gregorio Marañón è una stazione delle linee 7 e 10 della metropolitana di Madrid, situata sotto la plaza del Doctor Marañón, tra i distretti di Chamberí e Chamartín.

## Storia
È stata inaugurata nel 1998, prima con l'apertura delle banchine della linea 10, una settimana dopo con le banchine della linea 7.
Si tratta di una delle stazioni più utilizzate tra quelle che non servono più di due linee.

## Accessi
Vestibolo Gregorio Marañón
- Miguel Ángel Calle Miguel Ángel, 33
- José Abascal Calle José Abascal (angolo con Paseo de la Castellana)
- Ascensore Calle José Abascal, 33